# Starý Poddvorov
Starý Poddvorov (německy Altpodworau) je obec v okrese Hodonín v Jihomoravském kraji. Leží jedenáct kilometrů západně od Hodonína. Žije zde 950 obyvatel.

## Název
Na území sousedního Nového Poddvorova původně stávala vesnice Potvorovice, jejíž jméno bylo odvozeno od osobního jména Potvor(a) a znamenalo "Potvorovi lidé". Potvorovice jsou v písemných pramenech zachyceny poprvé v letech 1220 a 1228. Tehdy patřily cisterciáckému klášteru na Velehradě. Vesnice existující ještě v roce 1422 byla v roce 1482 již pustá. Po zániku vsi se místu říkalo Potvorovsko (přípona -ovsko pro území zaniklých vesnic byla častá). Vesnice založené v 18. století na daném místě převzaly jméno Potvorovsko, záhy upravené na Potvorov (ale ještě 1881 doloženo Staré a Nové Potvorovsko). Protože jméno bylo pociťováno jako hanlivé, bylo hláskově upraveno na Poddvorov (jakoby od příslušnosti pod (panský) dvůr, který však v místě nikdy nebyl). Přívlastek Starý označuje starší založení oproti Novému Poddvorovu.

## Historie
První písemná zmínka o obnovené obci pochází z roku 1699, kdy se lze v oddací matrice dočíst o svatbě Martina Poláška z "Potvorovska". Obec se nachází v nadmořské výšce 220–250 metrů. Oblastně se řadí do Moravského Slovácka. Obec je známa svou folklorní a vinařskou tradicí. I když jsou zmínky o osídlení z roku 1209, skutečné založení obce se datuje od roku 1779. Název obce Starý Poddvorov byl uzákoněn od roku 1924.
Původní městečko s tvrzí (Potworowitz) ležící západně směrem k dnešnímu Novému Poddvorovu, bylo zničeno v patnáctém století za války českého krále Jiřího z Poděbrad s uherským králem Matyášem. Městečko patřilo velehradskému panství, po jeho zpustošení jej klášter ponechal blízkým Čejkovicím a roku 1562 uzavřel smlouvu s pány z Víckova, aby Potworowitz zůstal trvale při čejkovském panství. Ještě v 70. letech 20. století byly patrné obranné valy kolem bývalé tvrze, které však byly v rámci kultivace zemědělské půdy naprosto zničeny.

## Obyvatelstvo
| Rok            | 1869 | 1880 | 1890 | 1900 | 1910 | 1921 | 1930 | 1950 | 1961  | 1970  | 1980  | 1991 | 2001 | 2011 | 2021 |
| -------------- | ---- | ---- | ---- | ---- | ---- | ---- | ---- | ---- | ----- | ----- | ----- | ---- | ---- | ---- | ---- |
| Počet obyvatel | 689  | 719  | 757  | 835  | 888  | 928  | 918  | 942  | 1 059 | 1 057 | 1 017 | 887  | 900  | 943  | 931  |
| Počet domů     | 162  | 166  | 173  | 180  | 191  | 196  | 213  | 239  | 257   | 264   | 278   | 300  | 314  | 318  | 317  |

## Obecní správa

### Obecní symboly
Znak a púvodní vlajka byly obci uděleny rozhodnutím předsedy Poslanecké sněmovny Parlamentu České republiky dne 19. května 1998, druhá vlajka získala rozhodnutím předsedy PSP ČR dne 6. ledna 2021.

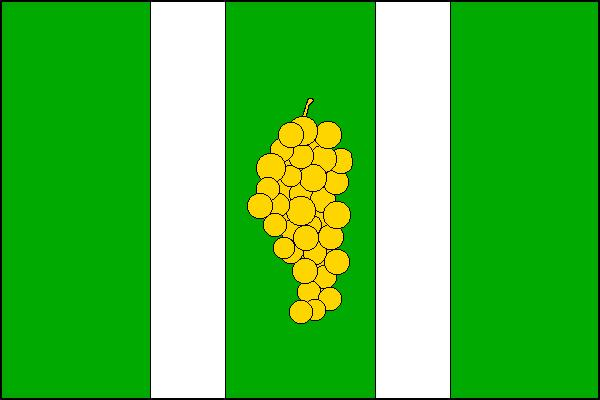
Vlajka obce Starý Poddvorov (1998–2021) Poměr stran: 2:3

## Pamětihodnosti
- Kostel svatého Martina
- Zvonice
- Socha svatého Jana Nepomuckého
- Větrný mlýn z roku 1870[10]
- Kaple Usebrání. V roce 2024 byla zbudována kaple v areálu agrovoltaické elektrárny Mendelovy univerzity. Jedná se o dřevostavbu, jejímiž autory jsou Adam Jung a Barbara Jung ze studia Jung Architekti.[11]

## Galerie

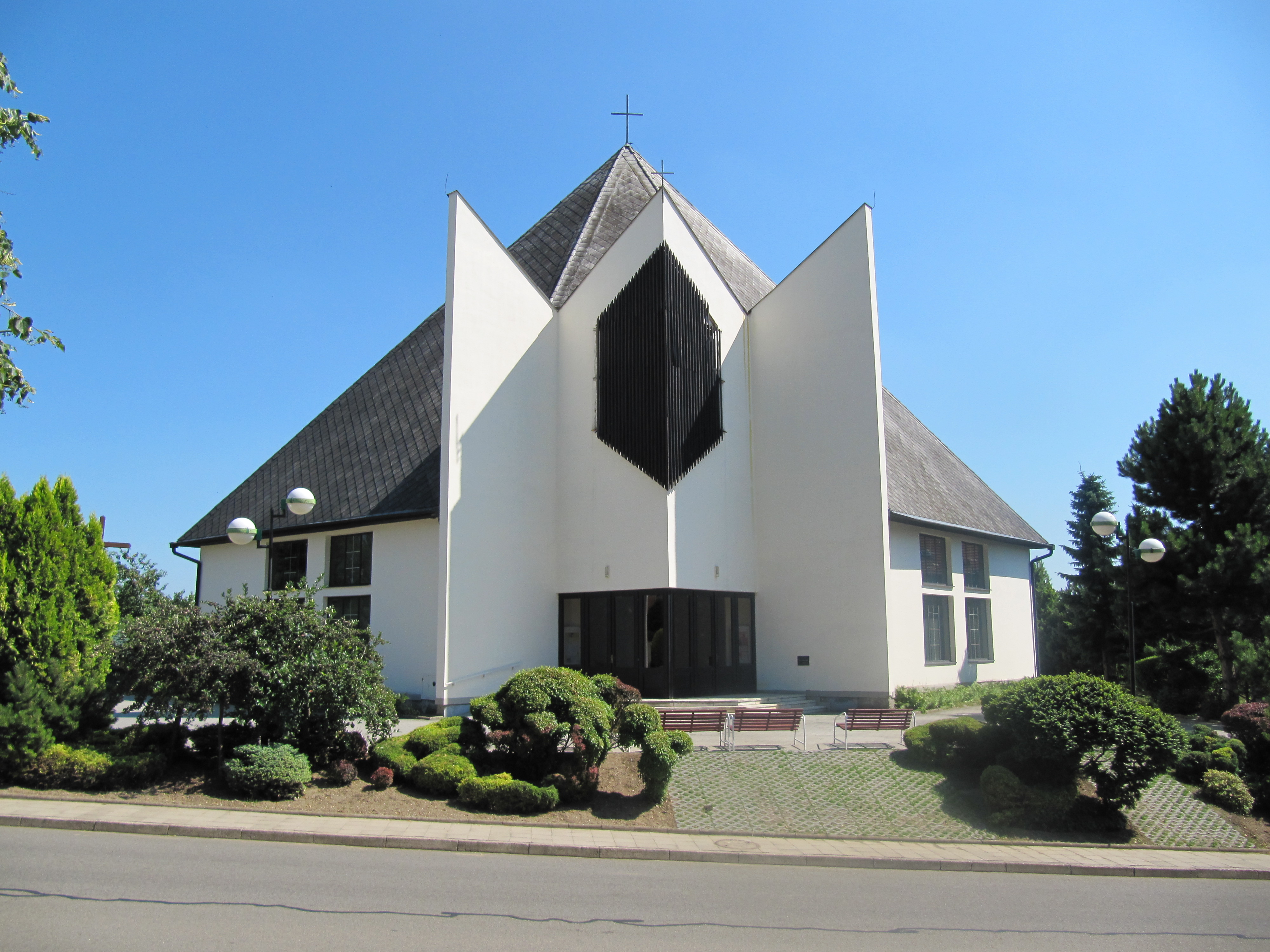
Kostel svatého Martina
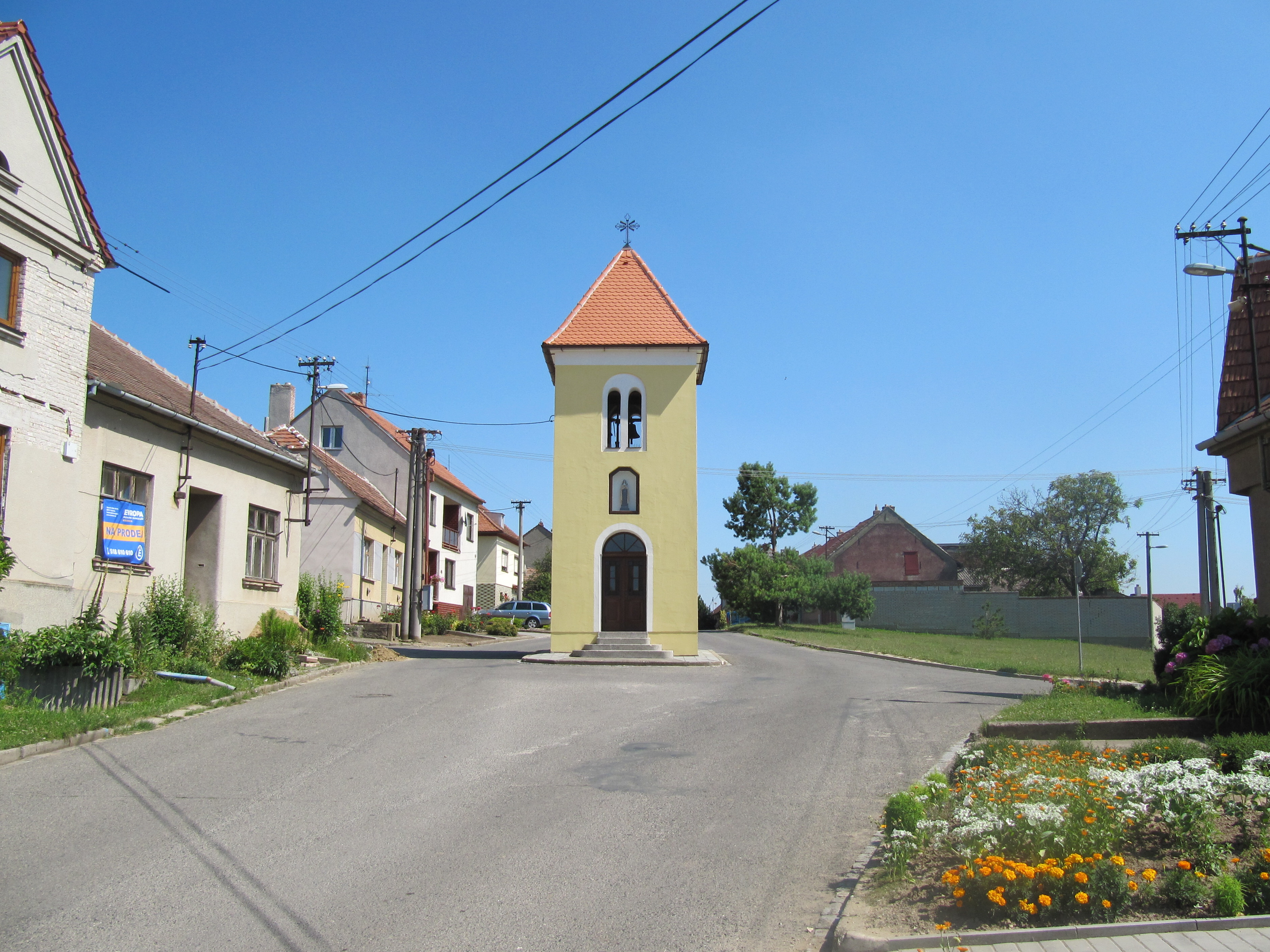
Zvonice
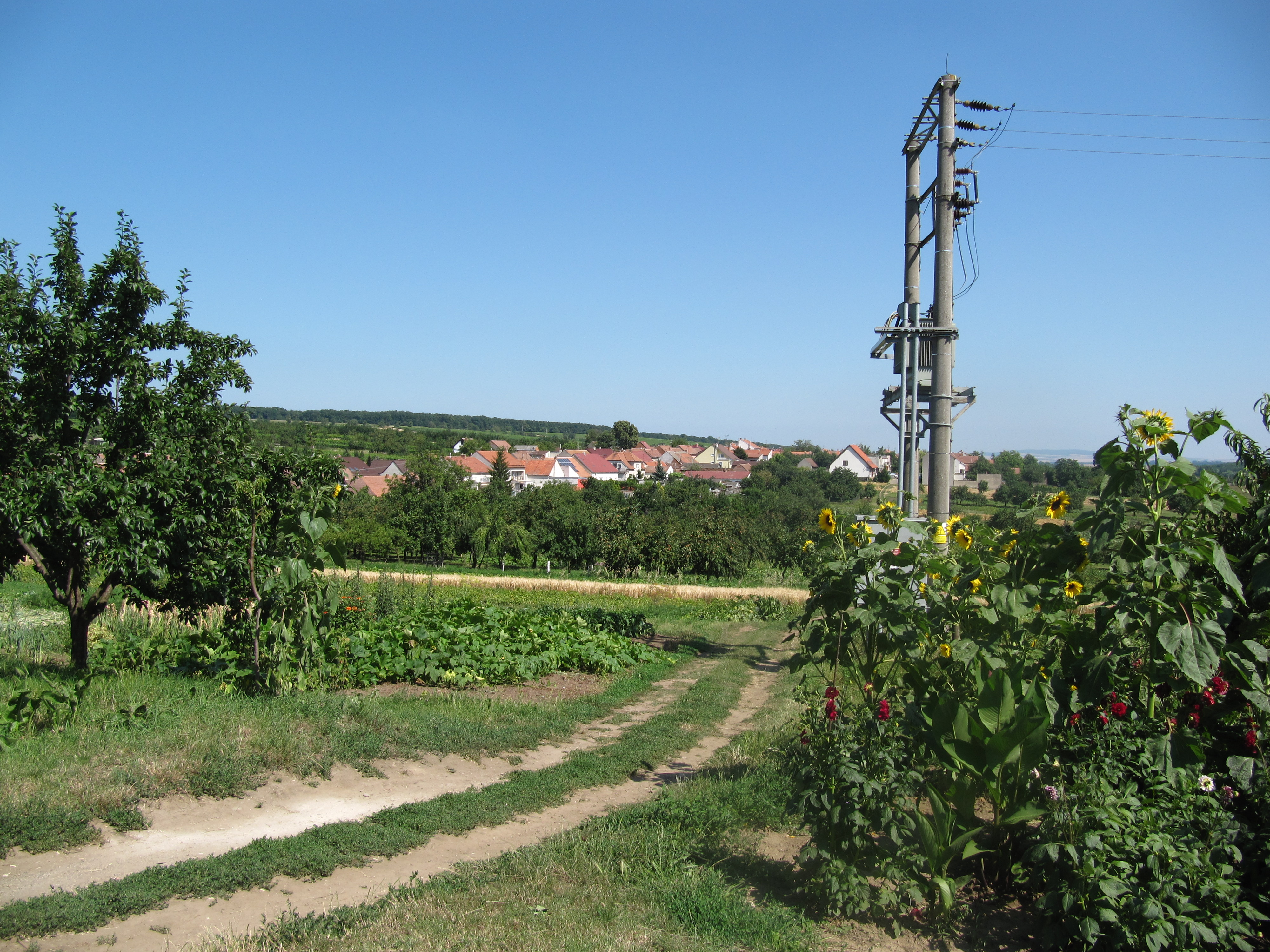
Celkový pohled
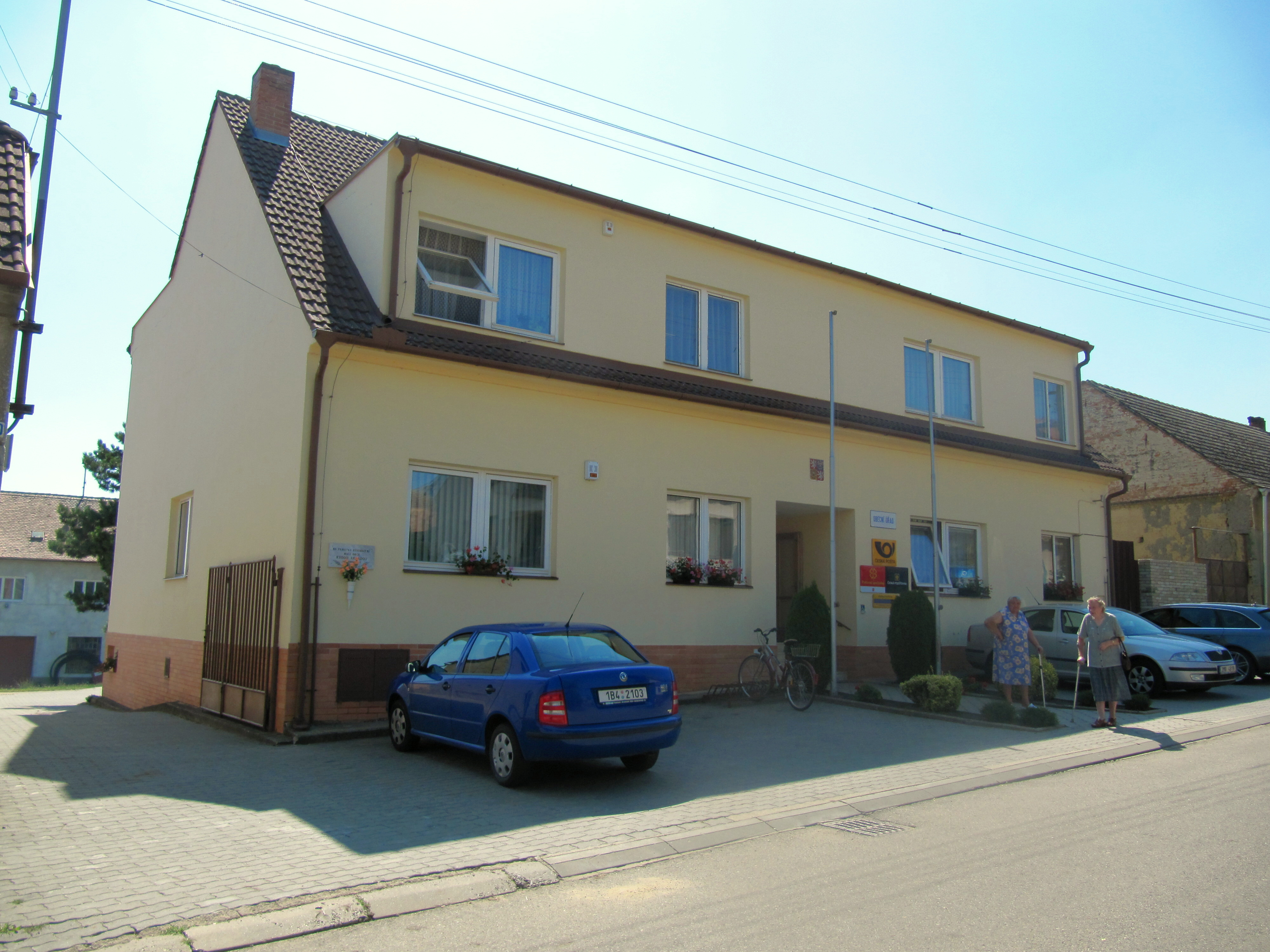
Obecní úřad